# Rio Apuaê
O rio Apuaê, também chamado de Ligeiro, é um curso de água do estado do Rio Grande do Sul, no Brasil. É um dos principais cursos que compõe a bacia bacia do rio Apuaê-Inhandava. Tem sua nascente formada pela confluência com o rio Peixe.[carece de fontes?]